# Elizabeth Müller
Pour les articles homonymes, voir Müller.
Elizabeth Clara Müller Gonçalves, née le 8 juin 1926 à Sao Paulo et morte le 12 juillet 2010 à Abelardo Luz, est une athlète brésilienne. 

## Biographie
Aux Jeux olympiques d'été de 1948, elle termine 17e du concours de saut en hauteur. Au 100 mètres et au lancer du poids, elle est éliminée dès le premier tour.  
Aux Jeux panaméricains de 1951, elle remporte une médaille de bronze au saut en hauteur
Elle connaît beaucoup de succès aux Championnats sud-américains d'athlétisme, remportant un titre au 200 mètres en 1945, deux titres au saut en hauteur en 1949 et en 1952 et deux titres au lancer du poids en 1945 et en 1954. Au total, elle obtient 10 médailles dans ces Championnats, dont une médaille d'argent en saut en longueur en 1945.
Elle meurt à Abelardo Luz.